# 동성애 선전 금지법
동성애 선전 금지법은 “전통적 가족 가치” 보호를 목적으로 러시아에서 2013년에 제정된 법이다.
2013년 6월 11일 국가두마(연방 하원)의 표결 처리에서 일리야 블라디미로비치 포노마료프 의원 1명만 기권한 채 압도적인 찬성으로 가결되었다. 이어 6월 27일 러시아 연방평의회(연방 상원)에서 만장일치로 통과됐으며, 30일 블라디미르 푸틴 대통령이 서명함으로써 입법이 완료됐다.
미성년자에게 비전통적인 성적 관계를 선전하는 것을 금지한다. 비전통적 성적 관계가 전통적 성적 관계와 똑같은 가치가 있다고 선전하는 행위도 금지되며 '성적 관계'는 신체적인 성적 행위만을 일컫는 것이 아니다.
러시아 정부에서는 일반 시민을 대상으로 성소수자를 옹호하는 행위, 성소수자가 자긍심을 갖도록 하는 행사 등을 이 법에 의거하여 퀴어 퍼레이드 및 성소수자 운동을 규제한다.
서유럽에서는 2014년 동계 올림픽 보이콧 운동으로 러시아에 항의했다.